# 道格拉斯學院
道格拉斯學院（英語：Douglas College）是加拿大卑詩省一所公立大專院校，在該省大溫哥華地區設有三座校園，分別為二埠校園、高貴林的林思齊校園及素里訓練中心。該校於1970年成立，以1858年至1864年間擔任卑詩殖民地總督的占士·道格拉斯為名。該校提供四類教學服務，包括學士學位、文憑課程、大學轉讀課程及持續進修課程，每年約有14000名學生在此修讀具有學分的課程，並有逾1000名海外留學生在此進修。
昆特侖學院本為道格拉斯學院的菲沙河南岸校園；該校園於1981年脫離道格拉斯學院成為一所獨立教育機構，1995年獲省政府授權頒發學士學位，再於2008年升格為昆特侖理工大學。

## 外部連結

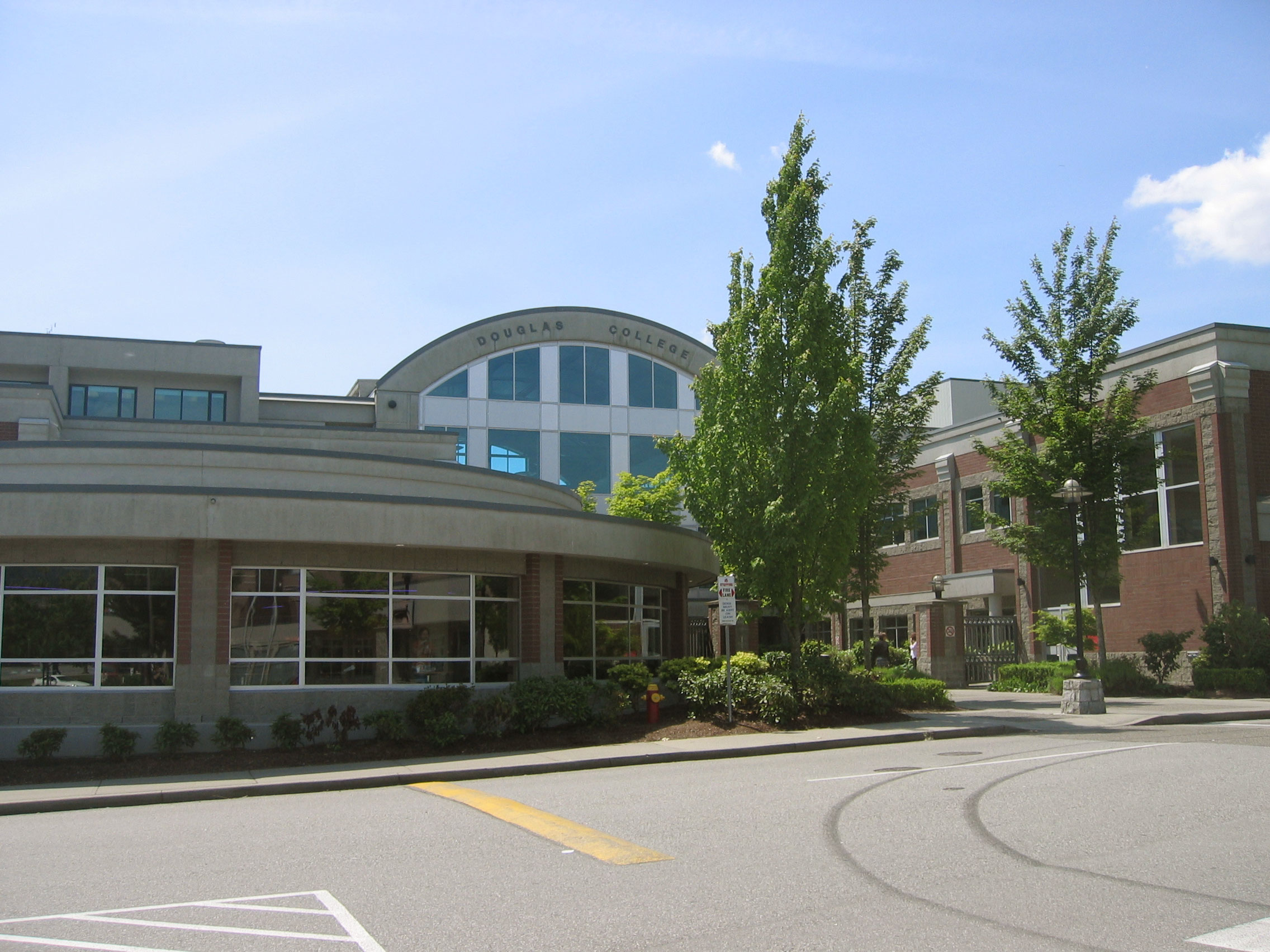
道格拉斯學院林思齊校園

- （英文）Douglas College （页面存档备份，存于）－道格拉斯學院網站